# Гільєрмо Перес Рольдан
Гільєрмо Перес Рольдан (ісп. Guillermo Pérez Roldán; нар. 20 жовтня 1969) — колишній аргентинський тенісист.
Найвищу одиночну позицію світового рейтингу — 13 місце досяг 12 вересня 1988, парну — 74 місце — 1 травня 1989 року.
Здобув 9 одиночних титулів.
Найвищим досягненням на турнірах Великого шолома був чвертьфінал в одиночному розряді.
Завершив кар'єру 1996 року.

## Юніорські фінали турнірів Великого шолома

### Одиночний розряд: 2 (2 перемоги)
| Результат | Рік  | Турнір                               | Покриття | Суперник            | Рахунок       |
| --------- | ---- | ------------------------------------ | -------- | ------------------- | ------------- |
| Перемога  | 1986 | Відкритий чемпіонат Франції з тенісу | Ґрунт    | Стефан Греньє       | 4–6, 6–3, 6–2 |
| Перемога  | 1987 | Відкритий чемпіонат Франції з тенісу | Ґрунт    | Джейсон Столтенберг | 6–3, 3–6, 6–2 |

### Парний розряд: 2 (1–1)
| Результат | Рік  | Турнір                               | Покриття | Партнер      | Суперники                            | Рахунок       |
| --------- | ---- | ------------------------------------ | -------- | ------------ | ------------------------------------ | ------------- |
| Перемога  | 1986 | Відкритий чемпіонат Франції з тенісу | Ґрунт    | Франко Давін | Головна сторінка                     | 0–0, 0–0, 0–0 |
| Поразка   | 1987 | Відкритий чемпіонат Франції з тенісу | Ґрунт    | Франко Давін | Джим Кур'є Джонатан Старк (тенісист) | 7–6, 4–6, 3–6 |

## Фінали турнірів ATP за кар'єру

### Одиночний розряд: 20 (9–11)
| Легенда                                       |
| --------------------------------------------- |
| Турніри Великого шлема (0–0)                  |
| Фінали Світового туру ATP (0–0)               |
| Фінали Світового туру ATP серії Мастерс (0–1) |
| Серія турнірів ATP (0–2)                      |
| Світова серія ATP (9–8)                       |

| Фінали за покриттям |
| ------------------- |
| Тверде (0–0)        |
| Ґрунт (9–11)        |
| Трава (0–0)         |
| Килим (0–0)         |

| Фінали за типом корту |
| --------------------- |
| Відкритий корт (9–11) |
| Закритий корт (0–0)   |

| Результат | В-П  | Дата     | Турнір                  | Рівень           | Покриття | Суперник              | Рахунок                      |
| --------- | ---- | -------- | ----------------------- | ---------------- | -------- | --------------------- | ---------------------------- |
| Перемога  | 1–0  | Тра 1987 | Мюнхен, Німеччина       | Гран-прі         | Ґрунт    | Мар'ян Вайда          | 6–3, 7–6                     |
| Перемога  | 2–0  | Чер 1987 | Афіни, Греція           | Гран-прі         | Ґрунт    | Торе Мейнеке          | 6–2, 6–3                     |
| Поразка   | 2–1  | Лип 1987 | Гілверсум, Нідерланди   | Гран-прі         | Ґрунт    | Мілослав Мечирж       | 4–6, 6–1, 3–6, 2–6           |
| Перемога  | 3–1  | Лис 1987 | Буенос-Айрес, Аргентина | Гран-прі         | Ґрунт    | Джей Бергер           | 3–2 ret.                     |
| Перемога  | 4–1  | Тра 1988 | Мюнхен, Німеччина       | Гран-прі         | Ґрунт    | Юнас Свенссон         | 7–5, 6–3                     |
| Поразка   | 4–2  | Тра 1988 | Рим, Італія             | Серія Мастерс    | Ґрунт    | Іван Лендл            | 6–2, 4–6, 2–6, 6–4, 4–6      |
| Поразка   | 4–3  | Лип 1988 | Гілверсум, Нідерланди   | Гран-прі         | Ґрунт    | Еміліо Санчес Вікаріо | 3–6, 1–6, 6–3, 3–6           |
| Поразка   | 4–4  | Сер 1988 | Прага, Чехія            | Гран-прі         | Ґрунт    | Томас Мустер          | 4–6, 7–5, 2–6                |
| Поразка   | 4–5  | Лис 1988 | Буенос-Айрес, Аргентина | Гран-прі         | Ґрунт    | Хав'єр Санчес         | 2–6, 6–7                     |
| Поразка   | 4–6  | Вер 1989 | Женева, Швейцарія       | Гран-прі         | Ґрунт    | Марк Россе            | 4–6, 5–7                     |
| Перемога  | 5–6  | Вер 1989 | Палермо, Італія         | Гран-прі         | Ґрунт    | Паоло Кане            | 6–1, 6–4                     |
| Поразка   | 5–7  | Бер 1990 | Касабланка, Марокко     | Світова серія    | Ґрунт    | Томас Мустер          | 1–6, 7–6(8–6), 2–6           |
| Поразка   | 5–8  | Кві 1990 | Барселона, Іспанія      | Серія Чемпіоншип | Ґрунт    | Андрес Гомес          | 0–6, 6–7(1–7), 6–3, 6–0, 2–6 |
| Поразка   | 5–9  | Лип 1990 | Штутгарт, Німеччина     | Серія Чемпіоншип | Ґрунт    | Горан Іванишевич      | 7–6(7–2), 1–6, 4–6, 6–7(5–7) |
| Перемога  | 6–9  | Сер 1990 | Сан-Марино, Сан-Марино  | Світова серія    | Ґрунт    | Омар Кампорезе        | 6–3, 6–3                     |
| Поразка   | 6–10 | Кві 1991 | Мюнхен, Німеччина       | Світова серія    | Ґрунт    | Магнус Густафссон     | 6–3, 3–6, 3–4 ret.           |
| Перемога  | 7–10 | Лип 1991 | Сан-Марино, Сан-Марино  | Світова серія    | Ґрунт    | Фредерік Фонтан       | 6–3, 6–1                     |
| Перемога  | 8–10 | Бер 1992 | Касабланка, Марокко     | Світова серія    | Ґрунт    | Герман Лопес          | 2–6, 7–5, 6–3                |
| Поразка   | 8–11 | Чер 1992 | Генуя, Італія           | Світова серія    | Ґрунт    | Андрій Медведєв       | 3–6, 4–6                     |
| Перемога  | 9–11 | Бер 1993 | Касабланка, Марокко     | Світова серія    | Ґрунт    | Юнес Ель-Айнауї       | 6–4, 6–3                     |

### Парний розряд: 3 (3 поразки)
| Легенда                         |
| ------------------------------- |
| Турніри Великого шлема (0–0)    |
| Фінали Світового туру ATP (0–0) |
| Серія Мастерс ATP (0–0)         |
| Серія турнірів ATP (0–0)        |
| Світова серія ATP (0–3)         |

| Фінали за покриттям |
| ------------------- |
| Тверде (0–0)        |
| Ґрунт (0–3)         |
| Трава (0–0)         |
| Килим (0–0)         |

| Фінали за типом корту |
| --------------------- |
| Відкритий корт (0–3)  |
| Закритий корт (0–0)   |

| Результат | В-П | Дата     | Турнір                | Рівень   | Покриття | Партнер           | Суперники                           | Рахунок  |
| --------- | --- | -------- | --------------------- | -------- | -------- | ----------------- | ----------------------------------- | -------- |
| Поразка   | 0–1 | Лип 1988 | Гілверсум, Нідерланди | Гран-прі | Ґрунт    | Магнус Густафссон | Серхіо Касаль Еміліо Санчес Вікаріо | 6–7, 3–6 |
| Поразка   | 0–2 | Вер 1988 | Женева, Швейцарія     | Гран-прі | Ґрунт    | Ґуставо Луса      | Мансур Бахрамі Томаш Шмід           | 4–6, 3–6 |
| Поразка   | 0–3 | Вер 1989 | Женева, Швейцарія     | Гран-прі | Ґрунт    | Мансур Бахрамі    | Андрес Гомес Альберто Манчіні       | 3–6, 5–7 |

## Фінали ATP Челленджер і ITF Ф'ючерс

### Одиночний розряд: 5 (4–1)
| Легенда (одиночний розряд) |
| -------------------------- |
| Тур ATP Челленджер (4–1)   |
| Тур ITF Ф'ючерс (0–0)      |

| Титули за покриттям |
| ------------------- |
| Тверде (0–0)        |
| Ґрунт (4–1)         |
| Трава (0–0)         |
| Килим (0–0)         |

| Результат | В-П | Дата     | Турнір          | Рівень     | Покриття | Суперник            | Рахунок       |
| --------- | --- | -------- | --------------- | ---------- | -------- | ------------------- | ------------- |
| Поразка   | 0–1 | Бер 1990 | Агадір, Марокко | Челленджер | Ґрунт    | Томас Мустер        | 2–6, 5–7      |
| Перемога  | 1–1 | Вер 1990 | Мессіна, Італія | Челленджер | Ґрунт    | Стефано Пескосолідо | 6–1, 6–3      |
| Перемога  | 2–1 | Лип 1991 | Салерно, Італія | Челленджер | Ґрунт    | Клаудіо Пістолезі   | 4–6, 6–1, 6–3 |
| Перемога  | 3–1 | Бер 1992 | Агадір, Марокко | Челленджер | Ґрунт    | Франсіско Ройг      | 6–2, 2–6, 6–4 |
| Перемога  | 4–1 | Сер 1992 | Ґрац, Австрія   | Челленджер | Ґрунт    | Карел Новачек       | 3–6, 6–2, 7–5 |

### Парний розряд: 2 (1–1)
| Легенда (одиночний розряд) |
| -------------------------- |
| Тур ATP Челленджер (1–1)   |
| Тур ITF Ф'ючерс (0–0)      |

| Титули за покриттям |
| ------------------- |
| Тверде (1–0)        |
| Ґрунт (0–1)         |
| Трава (0–0)         |
| Килим (0–0)         |

| Результат | В-П | Дата     | Турнір                   | Рівень     | Покриття | Партнер                | Суперники                    | Рахунок       |
| --------- | --- | -------- | ------------------------ | ---------- | -------- | ---------------------- | ---------------------------- | ------------- |
| Поразка   | 0–1 | Кві 1990 | Сан-Луїс-Потосі, Мексика | Челленджер | Ґрунт    | Луїс Еррера (тенісист) | Леонардо Лаваль Хорхе Лосано | 7–5, 3–6, 2–6 |
| Перемога  | 1–1 | Вер 1991 | Мессіна, Італія          | Челленджер | Тверде   | Ренцо Фурлан           | Ян Апелль Маркус Неві        | 6–4, 6–2      |

## Досягнення
| W | Ф | ПФ | ЧФ | #Р | КТ | К# | DNQ | A | NH |

### Одиночний розряд
| Турніри Великого шлему                 |     |     |     |     |     |     |     |     |        |       |     |
| Відкритий чемпіонат Австралії з тенісу |     |     |     |     |     |     |     |     | 0 / 0  | 0–0   | –   |
| Відкритий чемпіонат Франції з тенісу   | 1р  | ЧФ  | 4р  | 4р  | 1р  | 1р  | 1р  | 1р  | 0 / 8  | 10–8  | 56% |
| Вімблдонський турнір                   |     |     |     |     |     |     |     |     | 0 / 0  | 0–0   | –   |
| Відкритий чемпіонат США з тенісу       |     | 3р  | 3р  |     |     |     |     |     | 0 / 2  | 4–2   | 67% |
| В-П                                    | 0–1 | 6–2 | 5–2 | 3–1 | 0–1 | 0–1 | 0–1 | 0–1 | 0 / 10 | 14–10 | 58% |
| Серія Мастерс ATP                      |     |     |     |     |     |     |     |     |        |       |     |
| Відкритий чемпіонат Маямі з тенісу     |     | 1р  | 2р  |     | 2р  |     |     |     | 0 / 3  | 1–3   | 25% |
| Монте-Карло                            |     | 2р  | ЧФ  | 2р  | 2р  | 1р  | 1р  |     | 0 / 6  | 4–6   | 40% |
| Гамбург                                | 2р  | ЧФ  | 3р  | 1р  |     | 2р  | 1р  |     | 0 / 6  | 5–6   | 45% |
| Рим                                    | 2р  | Ф   | ЧФ  | ЧФ  | 1р  | 2р  | ЧФ  |     | 0 / 7  | 16–7  | 70% |
| Мастерс Канада                         |     |     | 2р  |     |     |     |     |     | 0 / 1  | 1–1   | 50% |
| Мастерс Цинциннаті                     |     | 1р  |     |     |     |     |     |     | 0 / 1  | 0–1   | 0%  |
| Париж                                  |     | 1р  |     | 2р  |     |     |     |     | 0 / 2  | 0–2   | 0%  |
| В-П                                    | 2–2 | 7–6 | 8–5 | 4–4 | 1–3 | 2–3 | 3–3 | 0–0 | 0 / 26 | 27–26 | 51% |